# میلنا گیمون
میلنا گیمون (انگلیسی: Milena Gimón؛ زادهٔ ۱۷ ژوئن ۱۹۸۰) بازیکن فوتبال اهل ونزوئلا است.
وی همچنین در تیم ملی فوتبال Venezuela بازی کرده‌است.